# 博肯海德的霍尔男爵托尼·霍尔
博肯海德的霍尔男爵托尼·威廉·霍尔, CBE（英語：Anthony William Hall，1951年3月3日—），早年工作在英国广播公司（BBC），1993年成为新闻部主管。从2001年起，霍尔在皇家歌剧院担任首席执行官。2010年3月22日，他成为上议院中立议员。2013年4月2日起，霍尔成为BBC总裁。